# Zosterops eurycricotus
Zosterops eurycricotus — вид воробьиных птиц из семейства белоглазковых. Подвидов не выделяют.

## Распространение
Обитают на севере Танзании, в том числе в районе горы Килиманджаро.

## Описание
Длина тела 11-12 см. У взрослых особей очень широкое глазное кольцо (как у Zosterops kikuyuensis). Окрас в зелёно-желто-коричневой гамме. Клюв чёрный. Ноги окрашены в серый цвет (от шиферного до бледно-серого). Самцы и самки похожи. Внешний вид неполовозрелых особей предположительно повторяет облик взрослых птиц.

## Биология
Информация о диете отсутствует.

## Охранный статус
МСОП присвоил виду охранный статус LC.